# E-san
E-san je název v současnosti neaktivního stratovulkánu, nacházejícího se na japonském ostrově Hokkaidó. Je to nejjižněji položený sopečný útvar na ostrově, který byl aktivní v nedávné minulosti. Tyčí se na poloostrově Óšima, nad úžinou Cugaru, oddělující Hokkaidó od Honšú. I když poslední erupce byla zaznamenaná v roce 1874, na severozápadním svahu se nacházejí aktivní fumaroly.